# تامر بیومی
تامر بیومی (تامر بیومی؛ زادهٔ ۱۲ آوریل ۱۹۸۲) تکواندوکار اهل مصر است.